# Spezifische Ausstrahlung
Als spezifische Ausstrahlung, auch Ausstrahlungsstromdichte oder Abstrahlungsstärke (engl. radiant exitance, veraltet: radiant emittance) {\displaystyle M} bezeichnet man in der Radiometrie die elektromagnetische Strahlungsleistung {\displaystyle \mathrm {d} {\mathit {\Phi }},} die von einem Oberflächenelement {\displaystyle \mathrm {d} A} emittiert wird:
{\displaystyle M={\frac {\mathrm {d} \Phi }{\mathrm {d} A}},} gemessen in Watt pro Quadratmeter.
Sie entspricht der Strahlungsenergie {\displaystyle \mathrm {d} Q,} die pro Zeitspanne {\displaystyle \mathrm {d} t} von einem Flächenelement ausgestrahlt wird:
{\displaystyle M={\frac {\mathrm {d} ^{2}Q}{\mathrm {d} A\cdot \mathrm {d} t}}\,.}
Als Radiosität (engl. radiosity) {\displaystyle J} wird die elektromagnetische Strahlungsleistung bezeichnet, die von einer Oberfläche abgestrahlt wird, was sowohl die ausgestrahlte als auch die reflektierte Strahlung umfasst:
{\displaystyle J=M+{\frac {\mathrm {d} \Phi _{\text{refl}}}{\mathrm {d} A}}.}

## Zusammenhang mit anderen radiometrischen und photometrischen Größen
Die physiologisch gewichtete photometrische Entsprechung wird als spezifische Lichtausstrahlung {\displaystyle M_{\mathrm {v} }} bezeichnet (Index {\displaystyle \mathrm {v} } für „visuell“).
Analog zur spezifischen Ausstrahlung gibt es die Bestrahlungsstärke, die die auf einer Fläche eingehende Strahlungsleistung pro Fläche bezeichnet.
| radiometrische Größe                                                | Symbol a)                            | SI-Einheit | Beschreibung                                                    | photometrische Entsprechung b)                  | Symbol                               | SI-Einheit           |
| Strahlungsfluss Strahlungsleistung, radiant flux, radiant power     | {\displaystyle \Phi _{\mathrm {e} }} | W (Watt)   | Strahlungsenergie durch Zeit                                    | Lichtstrom luminous flux                        | {\displaystyle \Phi _{\mathrm {v} }} | lm (Lumen)           |
| Strahlstärke Strahlungsstärke, radiant intensity                    | {\displaystyle I_{\mathrm {e} }}     | W/sr       | Strahlungsfluss durch Raumwinkel                                | Lichtstärke luminous intensity                  | {\displaystyle I_{\mathrm {v} }}     | cd = lm/sr (Candela) |
| Bestrahlungsstärke irradiance                                       | {\displaystyle E_{\mathrm {e} }}     | W/m2       | Strahlungsfluss durch Empfängerfläche                           | Beleuchtungsstärke illuminance                  | {\displaystyle E_{\mathrm {v} }}     | lx = lm/m2 (Lux)     |
| Spezifische Ausstrahlung Ausstrahlungsstromdichte, radiant exitance | {\displaystyle M_{\mathrm {e} }}     | W/m2       | Strahlungsfluss durch Senderfläche                              | Spezifische Lichtausstrahlung luminous exitance | {\displaystyle M_{\mathrm {v} }}     | lm/m2                |
| Strahldichte Strahlungsdichte, Radianz, radiance                    | {\displaystyle L_{\mathrm {e} }}     | W/m2sr     | Strahlstärke durch effektive Senderfläche                       | Leuchtdichte luminance                          | {\displaystyle L_{\mathrm {v} }}     | cd/m2                |
| Strahlungsenergie Strahlungsmenge, radiant energy                   | {\displaystyle Q_{\mathrm {e} }}     | J (Joule)  | durch Strahlung übertragene Energie                             | Lichtmenge luminous energy                      | {\displaystyle Q_{\mathrm {v} }}     | lm·s                 |
| Bestrahlung Einstrahlung, radiant exposure                          | {\displaystyle H_{\mathrm {e} }}     | J/m2       | Strahlungsenergie durch Empfängerfläche                         | Belichtung luminous exposure                    | {\displaystyle H_{\mathrm {v} }}     | lx·s                 |
| Strahlungsausbeute radiant efficiency                               | {\displaystyle \eta _{\mathrm {e} }} | 1          | Strahlungsfluss durch aufgenommene (meist elektrische) Leistung | Lichtausbeute (overall) luminous efficacy       | {\displaystyle \eta _{\mathrm {v} }} | lm/W                 |